# Brachymeria deesensis
Brachymeria deesensis är en stekelart som först beskrevs av Cameron 1905.  Brachymeria deesensis ingår i släktet Brachymeria och familjen bredlårsteklar. Inga underarter finns listade.